# Listán negro

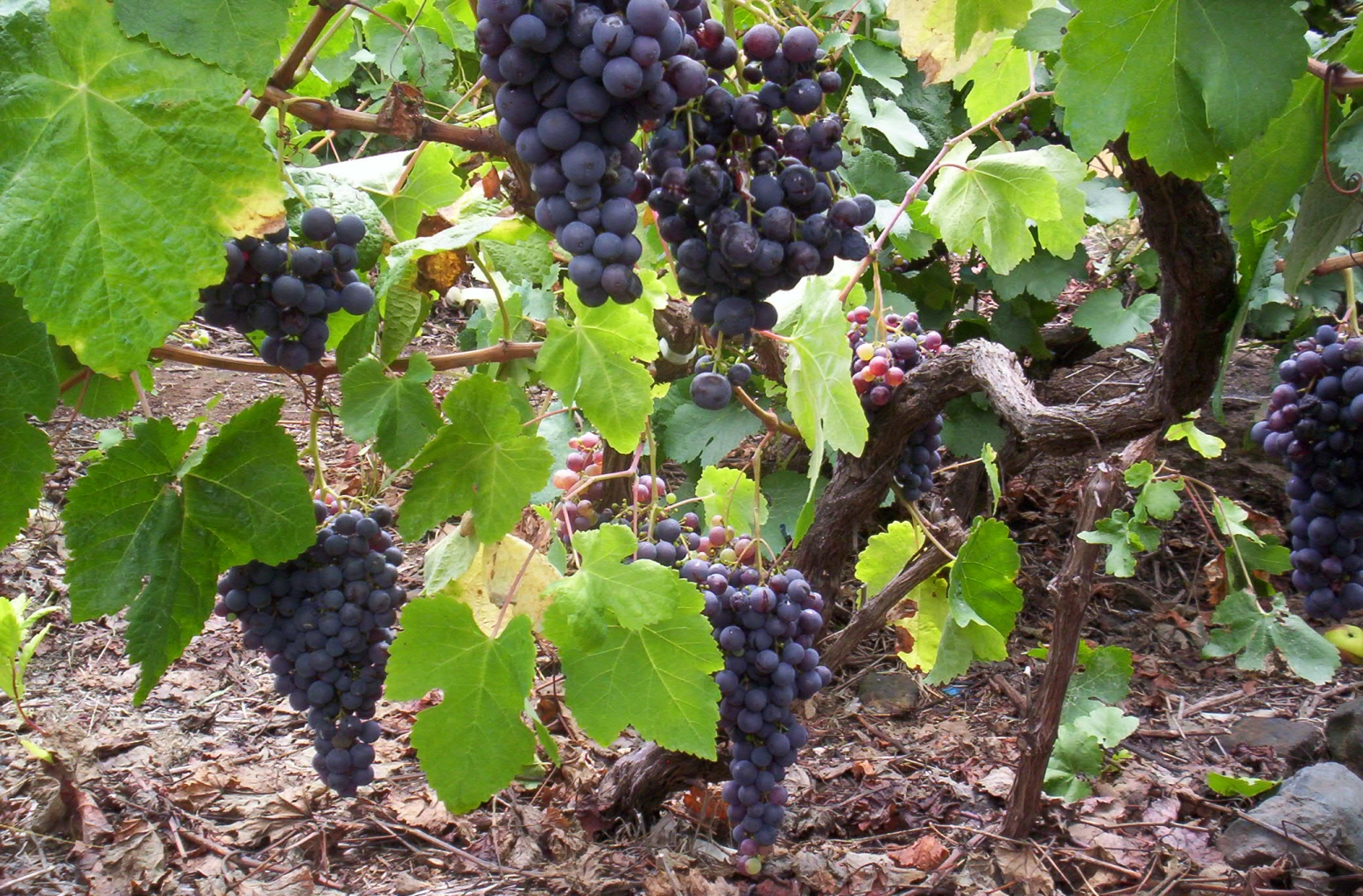
Listan negro en Tenerife.

La listán negro (también conocida como listán prieto) es una uva tinta de vino que está ampliamente difundida por América y las Islas Canarias, España.

## Historia
En 1524 consta que Hernán Cortés ordenó plantar viñas en México pero, como sabía que las vides que habían estado trayendo los españoles morían al cabo de un tiempo de ser plantadas, especificaba que las viñas debían hacerse injertando la vid castellana en las variedades americanas.
En 1538 Hernando Montenegro fue escogido alcalde de Ciudad de los Reyes (Lima) y sembró una viña de listán negro.
La listán negro fue ampliamente plantada en Castilla, donde era conocida como listán prieto, durante el siglo XVI. Los que llegaron a las Islas Canarias trajeron la vid consigo y, a través de ese lugar, llegó a los territorios del Virreinato de Nueva España y luego al Virreinato del Perú. Desde esos dos lugares, se difundió a través del norte y el sur de América, donde desarrolló variaciones clónicas que se convirtieron en las variedades hoy conocidas como "Misión" (mission) en Estados Unidos y México, "País" en Chile, "Criolla" en Argentina y "Misionera" o "Negra criolla" en Bolivia. Fue la vid más consumida en la América colonial, siendo considerada como la típica y la más antigua vid de los países hispanos.

## Regiones
Es más abundante en la isla de Tenerife, donde es una variedad permitida en las Denominaciones de Origen (DO) de Tacoronte-Acentejo, Valle de la Orotava, Ycoden-Daute-Isora y Valle de Güímar.
También está permitida en las DOs de las regiones vinícolas españolas de El Hierro, Gran Canaria, La Gomera, La Palma y Lanzarote.
En las Islas Canarias hay más de 5.000 hectáreas de esta variedad.
La listán negro es la variedad con piel oscura de la uva palomino (o listán blanco) que se usa para producir el vino fortificado de Jerez.
En toda España se cultivan cerca de 1700 hectáreas. Según la Orden APA/1819/2007, por la que se actualiza el anexo V, clasificación de las variedades de vid, del Real Decreto 1472/2000, de 4 de agosto, por el que se regula el potencial de producción vitícola, el listán negro o almuñeco se considera variedad recomendada para la comunidad autónoma de Canarias y mollar cano está autorizado para Andalucía. Se cultiva en todas las denominaciones de origen de las Islas Canarias. Aparece como autorizado en la misma comunidad con el nombre de listán prieto.

## Vinos y vinificación
Muchos productores de las Islas Canarias están a favor del uso de la maceración carbónica para producir un vino más suave, afrutado y de medio cuerpo que puede ser muy aromático.
En los últimos años, los productores han estado experimantando con la crianza en barrica. Es normal verlo como varietal en la DO Tacoronte-Acentejo pero en otras DOs es a menudo mezclado con negramoll (tinta negra mole), tintilla y malvasía rosada. Algunos productores de Tenerife también hacen un vino dulce de listán negro con uvas secadas al sol.

## Sinónimos y relación con otras uvas
Se la conoce como listán negro o listán prieto, pero también recibe otros nombres como: almuñeco, listán negra, listan prieto, palomino negro, printanier rouge, negra común, negromuelle y mollar cano
El Catálogo Internacional de Variedades de Vitis menciona los siguientes sinónimos: almuñeco, california, común de Las Palmas, creole petite, criolla	criolla 6, criolla chica, criolla perú, el paso, forastero negro, h'riri, hariri, hariri noir, khariri noir, listan negra, listan negro, listan preto, listan violet, listrao, misión, mission, mission's grape, moscatel negro, moscatel negro du perou,
negra, negra antigua, negra común, negra corriente, negra corriente ica, negra corriente majes, negra corriente tacna, negra peruana, país, palomina negra, printanier rouge, rosa del Perú, uva chica negra, uva del país, uva negra, uva negra vino, uva país, uva tinta, vina blanca, vina negra y zerhoun noir.
En 2007 el análisis de ADN hecho por el Centro Nacional de Biotecnología de Madrid, España, descubrió que la uva misión, que fue ampliamente plantada a partir del siglo XVIII en Norteamérica, era genéticamente igual a la listán negro. A pesar del análisis genético, se ha producido una variación a lo largo de los siglos de separación geográfica, con lo cual se consideran dos variedades diferentes en el Catálogo Internacional de Variedades de Vitis (Vitis International Variety Catalogue). Parte de la variación se debe a que algunas de las primeras plantaciones de los misioneros españoles se hicieron con semillas de uva, las cuales son el resultado de la polinización y la propagación sexual y, por consiguiente, tienen ligeras diferencias de la vid padre, lo que no ocurre cuando se propagan las vides a través de esquejes.